# Iuliu Maniu
Iuliu Maniu (Bădăcin, 8 gennaio 1873 – in carcere a Sighet, 5 febbraio 1953) è stato un politico romeno.

## Biografia
Proveniente da una famiglia di giuristi e di avvocati, entrò nella vita politica nel 1891 e nel 1896 venne eletto nel presidium del partito nazionale romeno in Austro-Ungheria. Fu eletto al Parlamento per il partito nazionale romeno nel 1906 e divenne il portavoce delle richieste nazionali romene. Durante la prima guerra mondiale si batté nell'esercito austro-ungherese, ma alla fine del conflitto fu l'anima della rivolta dei soldati romeni, che abbandonarono in massa i reggimenti ungheresi in cui erano arruolati.
Il 1º dicembre 1918 proclamò l'unificazione della Transilvania alla Romania. Divenne in seguito capo del partito nazional-contadino e per due volte, dal 1928 al 1930 e dal 1932 al 1933, divenne Presidente del Consiglio. All'inizio della seconda guerra mondiale contribuì alla caduta del re Carlo II ed alla salita al potere del maresciallo Antonescu (6 settembre 1940).
Fu comunque contrario alla politica di sottomissione alla Germania nazista. Favorì la deposizione di Antonescu da parte di re Michele il 23 agosto 1944 e il successivo armistizio con l'Unione Sovietica. Nel 1945 non volle entrare a far parte del Governo perché contrario alle repressioni in atto. Nel 1947 il partito nazional-contadino venne sciolto e Maniu, con gli altri capi del suo partito, venne arrestato e processato per alto tradimento con l'accusa di aver mantenuto contatti con le ambasciate occidentali a Bucarest. Fu condannato ai lavori forzati l'11 novembre 1947. La condanna fu trasformata in ergastolo. Morì alcuni anni più tardi in carcere.
Gli è stata intitolata una strada a Cluj-Napoca.